# Forges-les-Eaux
Forges-les-Eaux – miejscowość i gmina we Francji, w regionie Normandia, w departamencie Sekwana Nadmorska. W 2013 roku populacja gminy wynosiła 3741 mieszkańców. 
1 stycznia 2016 roku połączono dwie wcześniejsze gminy: Forges-les-Eaux oraz Le Fossé. Siedzibą gminy została miejscowość Forges-les-Eaux, a nowa gmina przyjęła jej nazwę. 